# Hypocacculus ferrugineus
Hypocacculus ferrugineus är en skalbaggsart som beskrevs av Vienna 1987. Hypocacculus ferrugineus ingår i släktet Hypocacculus och familjen stumpbaggar. Inga underarter finns listade i Catalogue of Life.